# Associazione Sportiva Fidelis Andria 1992-1993
Questa pagina raccoglie le informazioni riguardanti l'Associazione Sportiva Fidelis Andria nelle competizioni ufficiali della stagione 1992-1993.

## Stagione
Nella stagione 1992-1993 la Fidelis Andria disputa il primo campionato di Serie B della sua storia. Inizia la stagione con il tecnico Mario Russo protagonista della scorsa promozione, ma l'impatto con la categoria cadetta è traumatico, dopo otto partite si sono raccolti solo tre pareggi, la dirigenza punta su Giorgio Rumignani che pian piano risale la classifica, al termine del girone di andata l'Andria è quart'ultima con 13 punti. Il capolavoro arriva nel girone di ritorno, nel quale vengono raggranellati 19 punti, con 10 punti raccolti nelle ultime sette gare, che hanno significato il mantenimento della categoria. Nella Coppa Italia la squadra pugliese ha superato il primo turno eliminando il Padova, nel secondo turno è stata eliminata dal torneo dalla Juventus nel doppio confronto, la partita interna con i bianconeri si è disputata a Bari.

## Rosa
| N. |                   | Ruolo | Calciatore           |
| -- | ----------------- | ----- | -------------------- |
|    | Italia (bandiera) | C     | Paolo Cangini        |
|    | Italia (bandiera) | C     | Roberto Cappellacci  |
|    | Italia (bandiera) |       | Carlone              |
|    | Italia (bandiera) | A     | Francesco Caruso     |
|    | Italia (bandiera) | C     | Maurizio Coppola     |
|    | Italia (bandiera) | D     | Giorgio De Trizio    |
|    | Italia (bandiera) | D     | Vincenzo Del Vecchio |
|    | Italia (bandiera) | D     | Fabio Ercoli         |
|    | Italia (bandiera) | P     | Luigi Imparato       |
|    | Italia (bandiera) | A     | Vittorio Insanguine  |
|    | Italia (bandiera) | A     | Francesco Lomonaco   |
|    | Italia (bandiera) | D     | Enrico Leoni         |
|    | Italia (bandiera) | D     | Giuseppe Luceri      |

| N. |                   | Ruolo | Calciatore        |
| -- | ----------------- | ----- | ----------------- |
|    | Italia (bandiera) | P     | Sergio Marcon     |
|    | Italia (bandiera) | C     | Fabrizio Mastini  |
|    | Italia (bandiera) | C     | Marco Mazzoli     |
|    | Italia (bandiera) | D     | Orazio Mitri      |
|    | Italia (bandiera) | D     | Luca Monari       |
|    | Italia (bandiera) | C     | Gianluca Musumeci |
|    | Italia (bandiera) | C     | Mauro Nardini     |
|    | Italia (bandiera) | D     | Gianluca Petrachi |
|    | Italia (bandiera) | D     | Raffaele Quaranta |
|    | Italia (bandiera) | D     | Roberto Ripa      |
|    | Italia (bandiera) | C     | Donato Terrevoli  |
|    | Italia (bandiera) | P     | Alberto Torresin  |

## Risultati

### Campionato

#### Girone di andata
| Arbitro: | Borriello (Mantova) |

|                       |           |                  |
| Insanguine 76’ (rig.) | Marcatori | 50’ M. Donatelli |

| Arbitro: | Conocchiari (Macerata) |

|                                 |           |               |
| Marulla 45’, 90’ M. Coppola 57’ | Marcatori | 34’ F. Caruso |

| Arbitro: | Cardona (Milano) |

|  |           |                   |
|  | Marcatori | 64’ (aut.) Monari |

| Arbitro: | Braschi (Prato) |

|                          |           |          |
| Nicolini 33’ Tentoni 86’ | Marcatori | 45’ Ripa |

| Arbitro: | Bolognino (Milano) |

|                            |           |                                          |
| Quaranta 41’ F. Caruso 86’ | Marcatori | 32’ Orlandini 61’ Ceramicola 75’ Cinello |

| Arbitro: | Dinelli (Lucca) |

|            |           |             |
| Troscè 45’ | Marcatori | 39’ Mazzoli |

| Arbitro: | Collina (Viareggio) |

|          |           |              |
| Ripa 56’ | Marcatori | 20’ Delpiano |

| Arbitro: | Pellegrino (Barcellona Pozzo di Gotto) |

|                                                 |           |  |
| E. Rossi 38’ Prytz 54’ (rig.) D. Pellegrini 56’ | Marcatori |  |

| Andria 1º novembre 1992 9ª giornata | Fidelis Andria              | 0 – 0 | Padova | Stadio Comunale\| Arbitro: \| Cinciripini (Ascoli Piceno) \| |
| Arbitro:                            | Cinciripini (Ascoli Piceno) |       |        |                                                              |

| Andria 8 novembre 1992 10ª giornata | Fidelis Andria      | 0 – 0 | Bari | Stadio Comunale\| Arbitro: \| Ceccarini (Livorno) \| |
| Arbitro:                            | Ceccarini (Livorno) |       |      |                                                      |

| Arbitro: | Boggi (Salerno) |

|                                   |           |                              |
| Provitali 45’ (rig.) Consonni 68’ | Marcatori | 48’ F. Caruso 75’ M. Coppola |

| Arbitro: | Fabricatore (Roma) |

|                       |           |           |
| Insanguine 80’ (rig.) | Marcatori | 65’ Lerda |

| Arbitro: | Borriello (Mantova) |

|             |           |  |
| Albieri 80’ | Marcatori |  |

| Andria 6 dicembre 1992 14ª giornata | Fidelis Andria       | 0 – 0 | Ternana | Stadio Comunale\| Arbitro: \| Brignoccoli (Ancona) \| |
| Arbitro:                            | Brignoccoli (Ancona) |       |         |                                                       |

| Arbitro: | Cardona (Milano) |

|             |           |  |
| Bonaldi 90’ | Marcatori |  |

| Arbitro: | Beschin (Legnago) |

|                              |           |  |
| Insanguine 19’ F. Caruso 52’ | Marcatori |  |

| Arbitro: | Dinelli (Lucca) |

|  |           |                             |
|  | Marcatori | 41’ Petrachi 62’ Insanguine |

| Andria 10 gennaio 1993 18ª giornata | Fidelis Andria         | 0 – 0 | Piacenza | Stadio Comunale\| Arbitro: \| Conocchiari (Macerata) \| |
| Arbitro:                            | Conocchiari (Macerata) |       |          |                                                         |

| Arbitro: | Bolognino (Milano) |

|                            |           |  |
| Pacione 23’ D. Morello 42’ | Marcatori |  |

#### Girone di ritorno
| Arbitro: | Fucci (Salerno) |

|          |           |             |
| Paci 15’ | Marcatori | 36’ Nardini |

| Andria 31 gennaio 1993 21ª giornata | Fidelis Andria   | 0 – 0 | Cosenza | Stadio Comunale\| Arbitro: \| Bazzoli (Merano) \| |
| Arbitro:                            | Bazzoli (Merano) |       |         |                                                   |

| Pisa 7 febbraio 1993 22ª giornata | Pisa                                   | 0 – 0 | Fidelis Andria | Stadio Arena Garibaldi\| Arbitro: \| Pellegrino (Barcellona Pozzo di Gotto) \| |
| Arbitro:                          | Pellegrino (Barcellona Pozzo di Gotto) |       |                |                                                                                |

| Andria 21 febbraio 1993 23ª giornata | Fidelis Andria  | 0 – 0 | Cremonese | Stadio Comunale\| Arbitro: \| Braschi (Prato) \| |
| Arbitro:                             | Braschi (Prato) |       |           |                                                  |

| Arbitro: | Bettin (Padova) |

|  |           |              |
|  | Marcatori | 50’ Petrachi |

| Arbitro: | Fucci (Salerno) |

|            |           |                |
| Luceri 63’ | Marcatori | 50’ Turkyilmaz |

| Arbitro: | Fabricatore (Roma) |

|           |           |                 |
| Soldà 82’ | Marcatori | 21’ Cappellacci |

| Andria 21 marzo 1993 27ª giornata | Fidelis Andria              | 0 – 0 | Verona | Stadio Comunale\| Arbitro: \| Cinciripini (Ascoli Piceno) \| |
| Arbitro:                          | Cinciripini (Ascoli Piceno) |       |        |                                                              |

| Arbitro: | Chiesa (Milano) |

|                        |           |  |
| Cappellacci 16’ (aut.) | Marcatori |  |

| Arbitro: | Racalbuto (Gallarate) |

|                                      |           |  |
| Protti 9’ Alessio 12’ Joao Paulo 87’ | Marcatori |  |

| Arbitro: | Beschin (Legnago) |

|  |           |              |
|  | Marcatori | 5’ Provitali |

| Arbitro: | Brignoccoli (Ancona) |

|           |           |  |
| Lerda 14’ | Marcatori |  |

| Arbitro: | Arena (Ercolano) |

|             |           |  |
| Nardini 75’ | Marcatori |  |

| Terni 9 maggio 1993 33ª giornata | Ternana             | 0 – 0 | Fidelis Andria | Stadio Libero Liberati\| Arbitro: \| Borriello (Mantova) \| |
| Arbitro:                         | Borriello (Mantova) |       |                |                                                             |

| Arbitro: | Fabricatore (Roma) |

|                                       |           |  |
| M. Coppola 32’, 84’, 90’ Petrachi 63’ | Marcatori |  |

| Arbitro: | Cesari (Genova) |

|                           |           |                             |
| Soncin 3’ Muro 32’ (rig.) | Marcatori | 60’ Petrachi 85’ Insanguine |

| Arbitro: | Trentalange (Torino) |

|             |           |                |
| Nardini 56’ | Marcatori | 25’ Pergolizzi |

| Piacenza 6 giugno 1993 37ª giornata | Piacenza         | 0 – 0 | Fidelis Andria | Stadio Galleana\| Arbitro: \| Baldas (Trieste) \| |
| Arbitro:                            | Baldas (Trieste) |       |                |                                                   |

| Arbitro: | Rodomonti (Teramo) |

|                |           |  |
| Insanguine 80’ | Marcatori |  |

## Coppa Italia
| Arbitro: | Arena (Ercolano) |

|                                   |           |  |
| Mazzoli 38’ Ripa 57’ Petrachi 90’ | Marcatori |  |

| Arbitro: | Boggi (Salerno) |

|                                                   |           |  |
| D. Baggio 33’ Kohler 49’ Möller 56’ R. Baggio 76’ | Marcatori |  |

| Arbitro: | Rosica (Roma) |

|                |           |               |
| Insanguine 90’ | Marcatori | 55’ R. Baggio |